# Краснодарский театр балета
Краснодарский театр балета имени Ю. Н. Григоровича — первый театр балета в Краснодаре; с 1996 по 2025 год находился под управлением народного артиста СССР, академика Юрия Григоровича. 
Входит в состав Краснодарского творческого объединения «Премьера» имени Леонарда Гатова. С 2002 года работает на сцене  Краснодарского музыкального театра.

## История
До конца XX столетия в Краснодаре не было своей балетной труппы. 15 августа 1991 года при поддержке администрации города был приглашен в качестве художественного руководителя создаваемого будущего балетного коллектива В. П. Пак, который лично набирал первую труппу артистов. 17 апреля 1992 года состоялся концерт-презентация. В первую программу театра вошли фрагменты из балетов Л. Минкуса «Пахита», Ц. Пуни «Эсмеральда», П. Гертеля «Тщетная предосторожность», «Тысяча и одна ночь» Ф. Амирова, «Спящая красавица» П. Чайковского, «Корсар» П. Ольденбургского, а также различные хореографические миниатюры.
В октябре 1996 года по приглашению Л. Г. Гатова в первый раз в Краснодар приехал балетмейстер, народный артист СССР, лауреат Ленинской и Государственных премий СССР, академик Юрий Григорович. Он согласился взять на себя художественное руководство 1-м Кубанским фестивалем балета, который проходил с 18 по 22 октября 1996 года в рамках Международного фестиваля «Д. Шостакович и мировая музыкальная культура». На фестиваль балета был приглашен заслуженный артист России дирижёр Александр Александрович Лавренюк. Через четыре месяца, 4 января 1997 года, был поставлен балет Чайковского «Лебединое озеро» в хореографии Григоровича. После премьеры «Лебединого озера» хореограф заявил о своем намерении поставить в Краснодаре все 18 спектаклей, которые в своё время в его редакции шли в Большом театре в Москве. Ю. Григорович также согласился стать художественным руководителем Краснодарского театра балета.
В сентябре 1999 года прошли три премьерных спектакля «Дон Кихот» на музыку Минкуса. После этого Григорович принял решение поставить в Краснодарском театре один из самых сложных своих балетов — «Спартак» А. Хачатуряна.
В настоящее время на сцене Краснодарского театра поставлены все балетные спектакли из репертуара хореографа: «Лебединое озеро», «Щелкунчик», «Раймонда», «Спартак», «Ромео и Джульетта», «Золотой век», «Тщетная предосторожность», «Баядерка», «Каменный цветок», «Корсар», «Дон Кихот», «Легенда о любви», «Иван Грозный», «Жизель», «Спящая красавица». В 2009 году к 100-летию Дягилевских сезонов в Париже Театр балета Юрия Григоровича готовит премьеру программы «Шедевры русского балета», а в 2011 — «Шедевры «Русских сезонов» в Париже», восстанавливая хореографию Михаила Фокина и эскизы костюмов и декораций Александра Бенуа, Льва Бакста и Александра Головина. В 2010 году в репертуаре театра появляется спектакль для детей «Чиполлино» в постановке Генриха Майорова. В 2013 году состоялась премьера 19-го балета в репертуаре Театра — «Коппелия» в постановке Юрия Григоровича. Первыми его зрителями стали воспитанники музыкальных и хореографических учебных заведений Краснодарского края. После представления состоялась беседа хореографа с публикой.
Сегодня в Краснодарском театре балета более ста человек. Коллектив гастролировал во Франции, Испании, Португалии, Норвегии, Японии, Южной Корее, Турции, Великобритании, США, Германии и Греции.